# Йель, Элайху
Эла́йху Йейл (англ. Elihu Yale; 5 апреля 1649 года, Бостон, колония Массачусетс — 8 июля 1721, Лондон, Англия) — британский купец, губернатор Британской Ост-Индской компании, спонсор Энциклопедической школы штата Коннектикут, которая в 1718 году была названа в его честь Йельским колледжем.
Элайху Йель в течение 20 лет участвовал в Британской Ост-Индской компании, став в 1687 году губернатором Мадраса. Сыграл важную роль в развитии Главной государственной больницы Мадраса, находившейся в форте Сент-Джордж. Йелю удалось накопить большое состояние в основном за счёт тайных договоров с торговцами Мадраса (против директив Ост-Индской компании).
Обвинения в коррупции, предъявленные Йелю в 1692 году, и растущее возмущение его незаконными спекуляциями привели к освобождению его от должности губернатора.

## Биография

### Семья и ранние годы
Дед Элайху Йеля Томас Йель (1590—1619) происходил из местечка Лландегла (Денбишир, Уэльс), был женат на Энн Ллойд (1591—1659), дочери Джорджа Ллойда, епископа Честера (графство Чешир, Англия). У пары было трое детей: Анна, Давид и Томас. В 1619 году в Честере Томас Йель умирает. После смерти мужа Энн Йель второй раз вышла замуж в 1625 году за вдовца Теофила Итона (1590—1658). От первого брака Теофиол Итон имел дочь Мэри и сына Самуэля. Кроме детей от первых браков у Теофила и Энн Итонов в совместном браке родилось ещё трое детей: Теофил, Ханна и Елизавета.
Теофил Итон был фермером и торговцем, одним из заметных пуритан. В течение нескольких лет Итон был агентом короля Карла I в датском суде, торговал в Лондоне. Он был заинтересован в пуританском колониальном развитии и был одним из первых обладателей патентов и президент компании Massachusetts Bay.
Со своим многочисленным семейством Итон с группой пуритан эмигрировал в Новую Англию (Америка), на корабле «Гектор» они прибыли в Бостон 26 июня 1637 года. Религиозным лидерам данной группы был Джон Давенпорт. Они хотели основать собственное поселение, и весной следующего года отбыли из Бостона на юг. 14 апреля 1638 года они основали новое поселение на берегу пролива Лонг-Айленд и назвали его Нью-Хейвен. Теофил Итон был избран первым губернатором колонии Нью-Хейвен 4 июня 1639 года и переизбирался каждый год вплоть до своей смерти 7 января 1658 года. Одно из главных его достижений на посту губернатора стало создание письменных правовых правил для колонии в 1655 году, позже известные как «Голубые законы штата Коннектикут».
Дети Теофила и Энн Итонов:
- Мария, вышла замуж за Валентина Хилла в Бостоне в 1647 году;
- Самуэль женился на Мейбл Haynes в 1654 году (оба умерли от эпидемии оспы 1655 г.);
- Анна вышла замуж за Эдварда Хопкинса-младшего в 1631 году, впоследствии губернатора штата Коннектикут;
- Давид женился на Урсуле Найт в 1641 году;
- Томас поселился в колонии Нью-Хейвен;
- Теофил-младший поселился в Дублине (Ирландия) и женился на Анне Кинг;
- Ханна вышла замуж в 1659 году за лейтенанта Уильяма Джонса (1624—1706);
- Элизабет умерла в Лондоне в марте 1637 года, ещё до переселения в колонию.

Элайху Йель родился 5 апреля 1649 года в Бостоне (Массачусетс) в семье Давида Йеля (1613—1690) и Урсулы Найт (1624—1698). В 1652 году, когда Элайху было три года, семья переехала на историческую родину в Англию.

### Губернатор Мадраса
Как только Эли Йель принял управление фортом Сент-Джордж 26 июля 1687 года, он выпустил приказ, датированный 14 января 1685 года, требующий лицензии на все закупки города. С этой целью 4 августа 1687 года на переговоры с местным губернатором был направлен Чинна Венкатадри. Миссия была успешной, и Венкатадри получил суверенитет над Санкт-Томе сроком на три года. Несмотря на яростные протесты португальских жителей, британцы получили абсолютный контроль над всеми землями до горы Санкт-Томас в течение трёх лет.
В сентябре 1688 года глава империи Великих Моголов Аурангзеб после продолжительного боя взял Голконду. Султан Голконды был взят в плен и его государство было аннексирована в пользу Моголов. Вновь назначенный субедар провинции немедленно обратился с письмом к британским властям с требованием признать верховную власть империи Великих Моголов. На это британцы согласились добровольно.
Аурангзеб гарантировал независимость Мадраса, но взамен потребовал, чтобы британские войска обеспечили снабжение его войск в случае войны против маратхов. Примерно в это же время умер и был похоронен на кладбище Мадрасе трёхлетний сын Йеля Дэвид.
В то время в Мадрасе свирепствовала работорговля. Когда спрос начал расти быстрыми темпами, британские купцы стали похищать детей младшего возраста и продавать их. Администрация форта Сент-Джордж в конце концов вмешалась и приняла законы по борьбе с этой угрозой. 2 февраля 1688 года Йель постановил, что отныне рабы перед транспортировкой должны быть рассмотрены судьями Караван-сарая. Перевозка детей младшего возраста была запрещена.
Во время губернаторства Йеля председателем совета директоров Ост-индской компании Йосией Чайлдом был задуман план создания в Мадрасе корпорации, который он изложил в письме 28 сентября 1687 года. Три месяца спустя, Йосия Чайлд и его заместитель получили аудиенцию у Якова II. В результате аудиенции королём 30 декабря 1687 года был издан указ о создании корпорации Мадраса. Указ вступил в силу 29 сентября 1688 года и корпорация была создана в составе мэра, 12 старейшин и около сотни горожан. Натаниэль Хиггинсон, который был тогда вторым членом Совета форта Сент-Джордж? вступил в должность мэра Мадраса.
22 июня 1688 года, армянская делегация в Лондоне встретилась с директорами компании британской Ост-Индской и потребовала разрешения армянским торговцам обосноваться в Мадрасе. Скоро армяне начали прибывать в Мадрас в больших количествах, став основанием большого и сильного армянского сообщества, которое сыграло значительную роль в политике Мадраса в XVIII веке.
В августе 1689 года французский флот появился у берегов Цейлона, вынудив губернатора Пуликата Лоуренса Питта искать защиты в бастионах форта Сент-Джордж.
В течение 1690 года французские военные корабли из Пондишери разорили побережье с целью вытеснения Британии и Голландии из Ост-Индии, но безуспешно. В конечном итоге они отказались от своего предприятия, столкнувшись с большими потерями. Кроме того, в это же время, британцы приобрели у маратхов город Тевнапатам.

### Обвинения в коррупции и отставка
В качестве губернатора форта Йель приобретал территории в личных целях за счет средств Ост-Индской компании, в том числе форт в Тевнапатаме (ныне Куддалор).
Йель ввёл высокие налоги на содержание колониального гарнизона и города, в результате чего возросла непопулярность режима и произошло несколько восстаний индийцев, жестоко подавленных армией. Также Йель известен арестами и пытками индийцев, в том числе повешением мальчика, укравшего лошадь.
В последние годы правления Йелю были предъявлены обвинения в коррупции. Впоследствии он был смещен в 1692 году и заменён Натаниэлем Хиггинсоном, мэром Мадраса.
Йель вернулся в Лондон в 1699 году и проживал в Плас-Гроно, Рексем, купив особняк своего отца. Имея значительные богатства, Йель свободно тратил их в Англии.

### Йельский университет
В 1718 году Коттон Мэзер попросил Йеля о помощи: Мэзер представлял небольшое учебном заведении, которое было основано как Энциклопедическая школа штата Коннектикут в 1701 году. Деньги были нужны на новое здание в Нью-Хейвене (Коннектикут). Йель послал Мэзеру товары, продажа которых дала школе 800 фунтов стерлингов, значительную сумму в начале XVIII века. В благодарность за это весь институт стал именоваться Йельским колледжем.
Рексемская башня Сeйбрук-колледжа в Йельском университете была построена как копия церкви Св. Эгидия (Сент-Джайлс) в Рексеме.
5 апреля 1999 года Йельский университет отмечал 350-летие со дня рождения Элайху Йеля.

### Смерть
Йель умер 8 июля 1721 года в Лондоне, но был похоронен на кладбище приходской церкви Рексема (Уэльс).
На его могиле начертаны следующие строки:
Родился в Америке, в Европе вырос
В Африке путешествовал и в Азии женился
А также долго жил и процветал. В Лондоне умер
Сделал много хорошего, кое-что плохое, так что надеемся, что все уравновесилось
И что благодаря милосердию его душа отправилась на небеса
Вы, те кто живы и читаете эту историю, позаботьтесь
Приготовиться к своему неминуемому уходу
Туда, где, благословенные в покое, праведные деяния
Цветут и благоухают в безмолвной пыли.